# NGC 365
NGC 365 (również PGC 3822) – galaktyka spiralna z poprzeczką (SBbc), znajdująca się w gwiazdozbiorze Rzeźbiarza. Odkrył ją John Herschel 25 września 1834 roku.
Do tej pory w galaktyce zaobserwowano jedną supernową – SN 1970N.